# Aéroport de Watson Lake
L'aéroport de Watson Lake est un aéroport situé au Yukon, au Canada.